# Bulbophyllum auratum
Bulbophyllum auratum là một loài phong lan.

## Hình ảnh

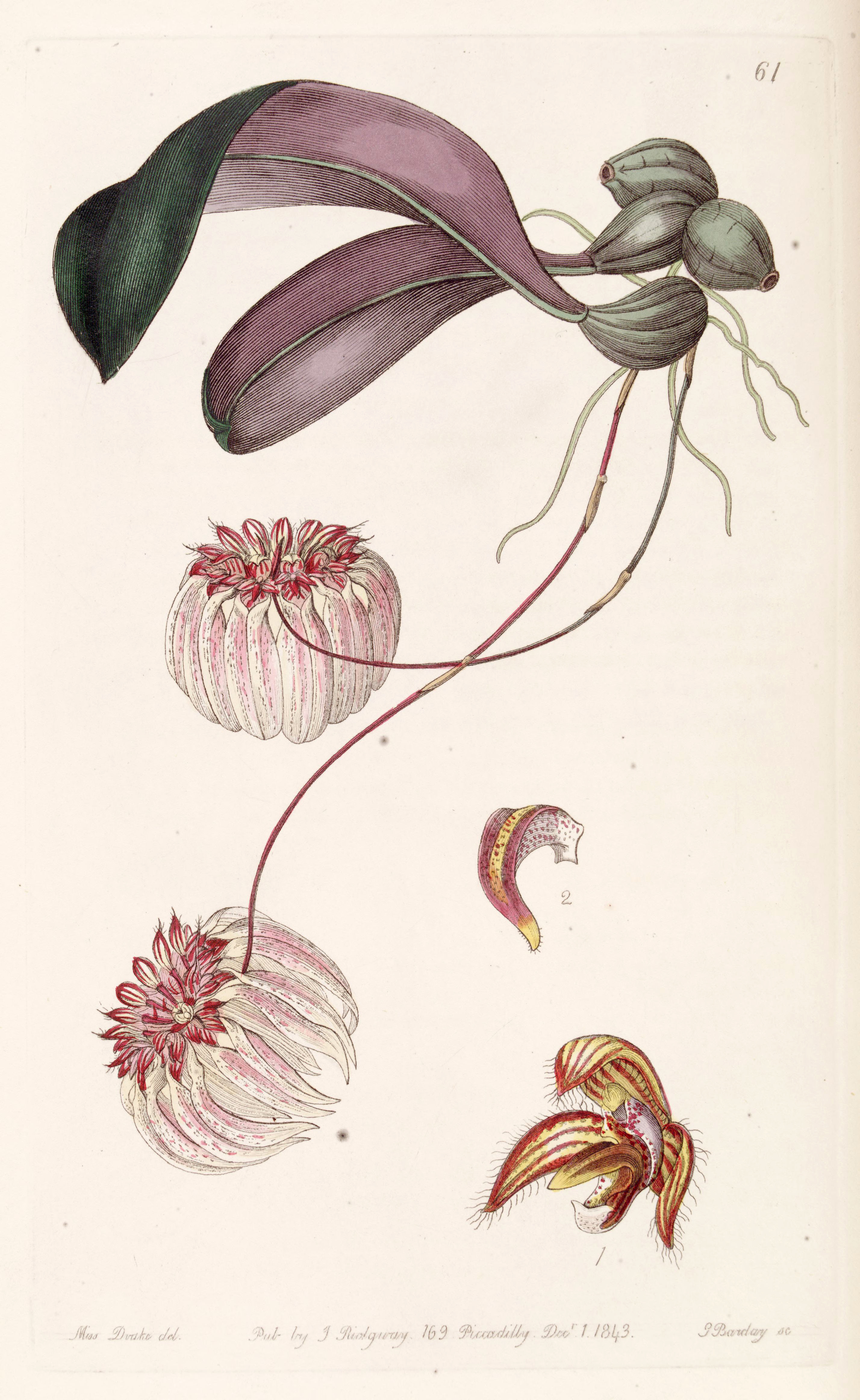